# 豐原功補
豐原功補（1965年9月25日—），日本電視劇演員。
他曾經擔任過「長假」、「時效警察」、「交響情人夢」等日劇的男配角，經常搞笑。
2018年，已婚的豐原被踢爆和小泉今日子交往，小泉發聲明承认与豐原功補的婚外情，豐原事後亦召開記者會，但兩人無分開的打算，引發輿論爭議。

## 主要出演作品

### 電視劇
- 1989年10月期 	愛情樂天派 ＝ ばちあたり常夏娘 ／TBS 	 	出演
- 1990年10月期 	情迷聖誕夜 ＝ クリスマス・イヴ ／TBS 	金21	出演
- 東京仙履奇緣 （1994年10月17日、富士CX）－　飾演：三浦真司
- 給我們愛吧（日语：僕らに愛を!） （1995年4月17日、富士CX）－　飾演：藤岡徹
- 完全新婚手冊（日语：新婚なり!） （1995年7月7日、TBS）－　飾演：小宮元
- 危險遊戲（日语：リスキー・ゲーム） （1996年1月11日、TBS）－　飾演：斎藤卓也
- 長假 （1996年4月15日、富士CX）－　飾演：杉崎哲也
- 祝你好運（日语：グッドラック） （1996年7月3日、TBS）－　飾演：高原俊輔
- 玻璃舞鞋 （1997年4月9日、NTV）－　飾演：望月悦也
- 青澀時代 （1998年7月3日、TBS）－　飾演：寺島辰雄
- 奇蹟之人 （1998年10月12日、TBS）－　飾演：上条幸一
- 抓住幸福的尾巴 第1作（日语：ハッピー 愛と感動の物語） （1999年4月14日、YTV）－　飾演：湊昇
- 別れる2人の事件簿（日语：別れる2人の事件簿）（2000年4月20日、EX）－　飾演：黒木邦彦
- 嫁給億萬富翁的方法（日语：億万長者と結婚する方法） （2000年7月5日、NTV）－　飾演：竹村修一
- 抓住幸福的尾巴 第2作（日语：ハッピー 愛と感動の物語） （2000年7月19日、TX）－　飾演：湊昇
- 編集王（日语：編集王）（2000年10月10日、富士CX）－　飾演：富樫勇一郎 （第八集）
- 正義代書戰士 （2001年1月11日、富士CX）－　飾演：福原卓巳（第6集、第7集）
- 新春SP 鐵道員 （2002年1月1日、EX）－　飾演：岩切
- 午餐女王 （2002年7月1日、富士CX）－　飾演：江木（第5 - 7集）
- 黑革記事本 （2005年7月2日、EX）－　飾演：尾関清一
- 電車男（2005年7月7日、富士CX）－　飾演：櫻井和哉
- 電車男之另一個最終回特別篇 （2005年10月6日、富士CX）－　飾演：櫻井和哉
- 時效警察 （2006年1月13日、EX）－　飾演：十文字疾風
- 生物彗星WoO （2006年4月9日、NHK BShi）－　飾演：秋田譲二
- 電車男之最後聖戰 （2006年9月23日）－　飾演：櫻井和哉
- もういちど地下鉄に乗って（日语：もういちど地下鉄に乗って）（2006年10月28日、EX）－　飾演：早坂道広
- 交響情人夢 （2006年10月16日、富士CX）－　飾演：江藤耕造
- 時效警察 2 （2007年4月13日、EX）－　飾演：十文字疾風
- 女帝（2007年7月13日、EX）－　飾演：大沢謙吾
- 海峽（2007年11月17日、NHK G）－　飾演：伊藤久信
- 警視廳搜查一課9係 第三季 （2008年4月16日、EX）－　飾演：淺輪和樹
- 会计师事务所（2008年6月14日、NHK G）－　飾演：小野寺直人
- 樂透人生（日语：ロト6で3億2千万円当てた男） （2008年7月4日、EX）－　飾演：掛井久志
- Innocent Love （2008年10月20日、富士CX）－　飾演：池田次郎
- 30歲派遣女社員就職的方法 （BeeTV）－　飾演：龍崎一太
- 壞男人 （2010年5月26日、SBS）－　飾演：劉先生
- 鐵之骨 （2010年7月3日、NHK G）－　飾演：遠藤安男
- 逃亡律師（日语：逃亡弁護士）（2010年7月6日、KTV）－　飾演：連光寺巧
- 遺恨（日语：遺恨あり） （2011年2月26日、EX）－　飾演：臼井亘理 (六郎の父・秋月藩執政)
- CO 移植協調者（日语：CO 移植コーディネーター） （2011年3月20日、WOWOW）－　飾演：榎本省吾
- 新選組血風錄（日语：新選組血風録）（2011年4月3日、BS Premium）－　飾演：芹沢鴨
- Bitter Sugar（日语：ビターシュガー） （2011年10月18日、NHK G）－　飾演：三宅拓巳
- 大河劇 平清盛（2012年1月8日、NHK G）－　飾演：平忠正
- 未解決事件 File.02 奧姆真理教（日语：未解決事件 (NHKスペシャル)）     （2012年5月26日、NHK）－　飾演： 矢吹啓吾
- 給20年後的你（日语：20年後の君へ）      （2012年7月1日、TBS）－　飾演：小野直彦
- Lady Joker（日语：レディ・ジョーカー） （2013年3月3日、WOWOW）－　飾演：半田修平
- Radio （2013年3月26日、NHK）－　飾演：海坂善行
- 破案蜥蜴 （2013年4月18日、TBS）－　飾演：茂手木圭太　（第6集 - 最終話）
- 七場會議 （2013年7月13日、NHK）－　飾演：佐野健一郎
- 神谷玄次郎捕物控（日语：神谷玄次郎捕物控）（2014年4月4日、NHK BS）－　飾演：鶴木右膳
- SHARK～2nd Season～（日语：SHARK～2nd Season～）（2014年4月19日、NTV）－　飾演：松雪久
- 吉原裏同心（日语：吉原裏同心）（2014年6月26日、NHK）－　飾演：中林与五郎
- 怪談：三島屋奇異百物語（日语：三島屋変調百物語） （2014年8月30日、NHK BS）－　飾演：松田屋藤兵衛（第5集）／ 藤吉（最終話）
- 惡貨（日语：悪貨） （2014年11月23日、WOWOW ）－　飾演：日笠警部
- FLASHBACK（2014年12月19日、FTV NEXT）－　飾演：古澤尊史
- 媽咪們的心機 （2015年4月14日、TBS）－　飾演：小田寺隆吾
- 好想吃什錦麵 （2018年5月30日、NHK）－　飾演：安川衛
- 死之臟器（2015年7月12日、WOWOW）－　飾演：白井守
- 一直在一起唷（日语：ドラえもん、母になる） （2015年12月13日、NHK BS）－　飾演： 砂川啓介
- 鴨川食堂（2016年1月10日、NHK BS Premium）－　飾演：橫峰克彥（第4集）
- 東京傷情故事（日语：東京センチメンタル） （2016年4月2日、TX）－　飾演：桂崎啓介（第11集）
- 遺產繼承律師 柿崎真ㄧ（日语：遺産相続弁護士 柿崎真一）（2016年7月7日、YTV）－　飾演：河原井正
- Chef～三星級營養午餐～ （2016年10月13日、富士CX）－　飾演：奥寺健司
- 深夜食堂-Tokyo Stories-（2016年10月21日、Netflix）－　飾演：大神（第5集「玉子豆腐」）
- 乞愛者 （2017年1月11日、NTV）－　飾演：和知三郎
- 監獄飯店（日语：プリズンホテル） （2017年10月7日、NHK BS）－　飾演：矢野政男（第1集）
- 重要證人偵探（日语：重要参考人探偵） （2017年10月20日、EX）－　飾演：登一学
- 公司不是學校（日语：会社は学校じゃねぇんだよ。） （2018年4月21日、AbemaTV）－　飾演：沢辺進
- Innocence~冤罪律師~ （2019年2月16日、NTV）－　飾演： 高松洋介（第5集）
- 時效警察復活特別篇 （2019年9月29日、EX）－　飾演：十文字疾風
- 時效警察開始了 （2019年10月11日、EX）－　飾演：十文字疾風
- BG～身邊警護人～ （2020年7月2日、EX）－　飾演：道岡三郎（第3集）
- 東京風雲 （2022年4月24日、HBO Max、WOWOW）－　飾演：莫
- 未解決事件 File.09 松本清張與帝銀事件（日语：未解決事件 (NHKスペシャル)） （2022年12月29日、NHK）

### 電影
- 哥吉拉vs碧奧蘭蒂（1989年）
- 哥吉拉vs王者基多拉（1991年）
- 1998-10-03 	無辜的世界 ＝ イノセントワールド ／東北新社＝ゼアリズ 	 	出演：高森和也
- 2004-01-10 	半自白 ＝ 半落ち ／東映 	 	出演
- 2004-07-10 	69 sixty nine ／東映 	 	出演：川崎先生
- 2005-07-30 	亡國神盾艦 ＝ 亡国のイージス ／日本ヘラルド映画 	 	出演：《いそかぜ》砲雷長・杉浦丈司3等海佐
- 2006-09-09 	勁舞女孩 ＝ バックダンサーズ！ ／ギャガ・コミュニケーションズ 	 	出演：滝川
- 2006-09-23 	調布空港 ／NEO INDEX 	 	出演：山村一郎
- 2007-10-20 	東京大惡鬥 ＝ ヒート アイランド ／ザナドゥー 	 	出演：黒木
- 2008-07-05 	變色龍 ＝ カメレオン ／東映 	 	出演：木島高
- 東大灰姑娘（受験のシンデレラ）2008年
- 2008-08-02 	黑暗中的孩子們 ＝ 闇の子供たち ／ゴー・シネマ 	 	出演：清水哲夫
- 2008-11-08 	小森生活向上俱樂部 ＝ 小森生活向上クラブ ／ファントム・フィルム 	 	出演
- 2009-08-08 	南極料理人 ／東京劇場 	 	出演：ドクター(医療担当)
- 2009-10-10 	聽不到的聲音 ＝ 引き出しの中のラブレター ／松竹 	 	出演：速見健一
- 2010-04-17 	交響情人夢 最終樂章 後編 ＝ のだめカンタービレ最終楽章 後編 ／東宝 	 	出演：江藤耕造
- 2010-05-29 	座頭市 THE LAST ／東宝 	 	出演：千(天道の用心棒)
- 2012-03-10 	歡迎回來 隼鳥號 ＝ おかえり、はやぶさ ／松竹 	 	出演：山田幸一

## 外部連結
- 公式ページ （页面存档备份，存于） - 2021年9月15日閲覧
- 豊原功補的X（前Twitter）
- Kosuke Toyohara在互联网电影资料库（IMDb）上的資料（英文）
- 豐原功補 - NHK人物録